# Turn to Stone (Electric Light Orchestra)
Turn to Stone è un singolo del gruppo musicale britannico Electric Light Orchestra, pubblicato nel 1977 ed estratto dall'album Out of the Blue.
Il brano è stato scritto e prodotto da Jeff Lynne.

## Tracce
- 7"

1. Turn to Stone
2. Mister Kingdom